# Vasatunturi
Vasatunturi är en kulle i Finland.   Den ligger i den ekonomiska regionen  Östra Lapplands ekonomiska region  och landskapet Lappland, i den norra delen av landet, 800 km norr om huvudstaden Helsingfors. Toppen på Vasatunturi är 429 meter över havet.
Terrängen runt Vasatunturi är huvudsakligen platt, men västerut är den kuperad. Trakten runt Vasatunturi är nära nog obefolkad, med mindre än två invånare per kvadratkilometer. Närmaste större samhälle är Savukoski, 10,5 km öster om Vasatunturi. 